# Arroyos y Esteros
Arroyos y Esteros este un district din departamentul Cordillera, Paraguay.